# 794-й отдельный разведывательный артиллерийский дивизион (2-го формирования)
794-й отдельный разведывательный артиллерийский дивизион Резерва Главного Командования — воинское формирование Вооружённых Сил СССР, принимавшее участие в Великой Отечественной войне.
Сокращённое наименование — 794-й орадн РГК. Полевая почта 81224.

## История
Сформирован в январе 1943года.
В действующей армии с 6.02.1943 по 15.06.1944.
В ходе Великой Отечественной войны вёл артиллерийскую разведку в интересах артиллерии соединений и объединений Северо-Западного , Брянского , Центрального ,  Белорусского и 1-го Белорусского фронтов .                                                                                      6 февраля 1943 года , в соответствии с Приказом народного комиссара обороны  СССР. О сформировании в Резерве Ставки Верховного Главнокомандования 18 зенитных и 18 артиллерийских дивизий РГК. № 00226. 31 октября 1942 года, 794 орадн введен в состав 13-й ад.                                                                                                       7 июля 1943 года , в соответствии с Приказом НКО СССР № оо101 от 24.6.43г. и Приказа войскам Брянского фронта № 0039 от 30.6.43г. 794 орадн выведен из состава 13-й ад и подчинён  63-й армии  с переводом на штат № 08/555.
15 июня 1944 года в соответствии с приказом НКО СССР от 16 мая 1944 года №0019, директивы заместителя начальника Генерального штаба РККА от 22 мая 1944 г. №ОРГ-2/476 794-й орадн обращён на формирование 68-й пабр  48-й армии  1-го Белорусского фронта.

## Состав
штат 08/555
- Штаб
- Хозяйственная часть
- 1-я батарея звуковой разведки (1-я БЗР)
- 2-я батарея звуковой разведки (2-я БЗР)
- батарея топогеодезической разведки (БТР)
- взвод оптической разведки (ВЗОР)
- фотограмметрический взвод (ФГВ)
- хозяйственный взвод

## Подчинение
| Дата                | Фронт                 | Армия      | Корпус  | Дивизия | Бригада | Примечания |
| ------------------- | --------------------- | ---------- | ------- | ------- | ------- | ---------- |
| 6.02.43 -28.03.43г. | Северо-Западный фронт | 53-я армия | -       | 13-я ад | -       | -          |
| 28.03.43 -1.05.43г  | Брянский фронт        | 5-я армия  | -       | 13-я ад | -       | -          |
| 1.06.43-7.07. 43г.  | Брянский фронт        | -          | 2-й акп | 13-я ад | -       | -          |
| 7.07.43-1.10.43г    | Брянский фронт        | 63-я армия | -       | -       | -       | -          |
| 1.10.43-20.10.43г   | Центральный фронт     | 63-я армия | -       | -       | -       | -          |
| 20.10.43-13.02.44г  | Белорусский фронт     | 63-я армия | -       | -       | -       | -          |
| 13.02.44-16.04.44г  | Белорусский фронт     | 3-я армия  | -       | -       | -       | -          |
| 16.04.44-30.04.44г  | 1-й Белорусский фронт | 3-я армия  | -       | -       | -       | -          |
| 1.05.44-15.06.44г   | 1-й Белорусский фронт | 48-я армия | -       | -       | -       | -          |

## Командование дивизиона
Командир дивизиона
- капитан,  майор Пшеченко Евгений Федорович

Начальник штаба дивизиона
- ст. лейтенант, капитан Марфунин Петр Ефимович

Заместитель командира дивизиона по политической части
- майор Пашкин Арсений Алексеевич

Помощник начальника штаба дивизиона
- ст. лейтенант Доброхотов-Майков Александр Сергеевич

Помощник командира дивизиона по снабжению
- ст. лейтенант Арзон Борис Григорьевич

## Командиры подразделений дивизиона
Командир 1-й БЗР
- ст. лейтенант Степанов Сергей Максимович

Командир 2-й БЗР
- лейтенант, ст. лейтенант, капитан Солженицын Александр Исаевич

Командир БТР
- ст. лейтенант Мельников Аркадий Степанович

Командир ВЗОР
- лейтенант Московин Василий Фёдорович

Командир ФГВ
- лейтенант Караев Сергей Валентинович